# Smarthistory
Smarthistory (ahora parte de la Khan Academy, desde octubre de 2011) es un web-book multimedia de acceso gratuito sobre historia del arte. Fue creado en 2005 por Beth Harris y Steven Zucker, quienes también son editores. Originalmente era un blog de audioguías para ser usadas en el Museo Metropolitano de Arte y el Museo de Arte Moderno de Nueva York, Smarthistory creció para incluir videos, diapositivas, imágenes, aplicaciones móviles, medios sociales y contenido escrito, creado tanto por sus fundadores como también por historiadores del arte.